# Дуэньяс, Эрик
Эрик Дуэньяс (англ. Erik Dueñas; родился 18 октября 2004) — американский футболист, защитник клуба «Лос-Анджелес».

## Клубная карьера
Уроженец Лос-Анджелеса, Калифорния, Дуэньяс начал свою футбольную карьеру в академии клуба «Лос-Анджелес» в 2016 году. 8 июля 2020 года подписал профессиональный «доморощенный» (homegrown) контракт с клубом MLS «Лос-Анджелес».
14 октября 2020 года дебютировал «Лос-Анджелес» в матче MLS против клуба «Ванкувер Уайткэпс». Он вышел на поле в возрасте 15 лет и 362 дней и стал третьим в списке самых молодых дебютантов в истории MLS после Фредди Аду (14 лет и 306 дней) и Алфонсо Дейвиса (15 лет и 257 дней).